# Anglet
Anglet (en euskera: Angelu) es una ciudad y comuna francesa situada en el departamento de Pirineos Atlánticos, en la región de Nueva Aquitania. Limita al oeste con el mar Cantábrico, al norte con la desembocadura del río Adur, al este con Bayona y al sur con Bassussarry, Arcangues y Biarritz. Se encuentra entre las ciudades de Bayona y Biarritz, con las cuales forma una comunidad de aglomeración. Era parte de la provincia histórica de Labort, por lo que forma parte del País Vasco francés. 
Anglet goza de una diversidad cultural considerable. Por una parte, la cultura vasca y, por otra, la cultura gascona.

## Heráldica
En campo de plata, tres pinos de sinople, salientes de ondas de agua de azur y plata; el jefe de gules, cargado de un león leopardado, de oro, que sostiene con su garra derecha un dardo de oro.
Divisa: MAR E PINHADAR PER M´AJUDAR (El mar y los pinares me ayudan).

## Demografía
| Gráfica de evolución demográfica de Anglet entre 1800 y 2018 |
|                                                              |

Fuentes: Ldh/EHESS/Cassini e INSEE.

## Historia
El siglo XIX vio las actividades de Louis-Édouard Cestac, fundador de las Siervas de María de Anglet, congregación que se expandiría por el resto del mundo. En sus inicios se dedicaron a la reinserción de prostitutas y al cuidado de huérfanas. En poco tiempo se convirtieron en las principales educadoras de la región. Asimismo, el P. Cestac fue un gran promotor de la agricultura, y a su labor se debe el asentamiento de las arenas que permitió las plantaciones de pinos. Hoy las Siervas de María siguen manteniendo dos colegios en el ámbito de la Casa Madre, así como diversas iniciativas que favorecen a las madres solteras, niñez abandonada, etc. La capilla del convento de Notre-Dame du Réfuge bien vale la visita, así como el convento de Saint-Bernard, de hermanas de clausura (bernardinas), con su curioso cementerio de arena y la capilla de paja y madera.
En 1978 fue asesinado en Anglet Argala, militante de ETA que había accionado el botón en el magnicidio del presidente del gobierno español Luis Carrero Blanco. El atentado fue reivindicado por el BVE.